# Лобачева, Екатерина Владимировна
Екатерина Владимировна Лобачева (род. 25 марта 1982 года, Саратов, СССР) — топ-менеджер РФ, президент X5 Group.

## Биография
Родилась 25 марта 1982 года в Саратове.
Окончила Российскую академию государственной службы по специальности «Юриспруденция.
Получила дополнительное образование в Российском экономическом университете имени Плеханова по специальности «Финансы и кредит» .
В 2021 году окончила Бизнес-школу IMD по корпоративной программе Executive MBA.

## Профессиональная деятельность
С 2011 по 2016 годы возглавляла дирекцию по корпоративным и имущественным отношениям в компании «ЕвразХолдинг», ранее работала в МДМ банке.
В 2016 году присоединилась к X5 Group. К 2020 году сформировала и внедрила коллегиальную модель управления компанией, провела реструктуризацию структуры группы и её активов, руководила проектами по автоматизации ряда процессов.
С 2018 года руководит Согласительной комиссией по работе с поставщиками, созданной внутри Х5 Group.
В марте 2022 года была назначена на должность Президента X5 Group. Под руководством Екатерины X5 Group ускорила развитие магазинов «Чижик» формата «жёсткий дискаунтер» и вышла в Уральский регион. В августе 2022 года Екатерина курировала открытие распределительного центра и первых магазинов «Чижик» в Свердловской области. Церемония открытия прошла совместно с губернатором Свердловской области Евгением Куйвашевым, который отметил вклад руководства X5 Group в развитие торговых сетей в регионе.
В сентябре 2022 года в рамках Восточного экономического форума Екатерина Лобачева утвердила намерения X5 Group об инвестициях 10 млрд рублей в развитие торговых сетей на Дальнем Востоке. Екатерина подписала соглашение с Корпорацией развития Дальнего Востока и Арктики при участии Заместителя Председателя Правительства РФ, полномочного представителя Президента РФ в ДФО Юрия Трутнева и Министра РФ по развитию Дальнего Востока и Арктики Алексея Чекункова. Документ позволит открыть магазины в четырёх регионах: в Приморском, Хабаровском, и Забайкальском крае, а также в Амурской области.
В начале 2023 года Лобачева Е. В. инициировала работу по региональному развитию компании на Дальнем Востоке. Сейчас там у Х5 Group около 130 магазинов, а запланировано более 500. Начата работа по строительству собственного логистического центра.

## Общественная деятельность
Председатель попечительского совета благотворительного фонда X5 Group «Выручаем» 
Член Правления Ассоциации компаний Интернет-торговли.
Член Генерального совета Общероссийской общественной организации «Деловая Россия».
Председатель наблюдательного совета, Национального ESG-альянса.
Член Совета благотворительного фонда «Линия жизни».

## Награды
«Лучший директор по правовым вопросам в 2020 и в 2021 году» по мнению Ассоциации менеджеров РФ.

## Хобби
Теннис, фигурное катание, горные лыжи, любит путешествовать.

## Семья
Замужем, 3 ребёнка.